# 张世航
张世航（1978年7月13日—）曾名罗骥，出生于中国山东，中国作家。

## 生平
自幼酷爱写作。自1984年至2002年，先后就读于定陶县北关完小、定陶县实验中学、定陶县第一高中、南昌师范学院。2006年5月，在济南打工之际，因撰文支持法轮功，被济南市槐荫区公安分局匡山派出所抓捕、抄家和酷刑，女警察将其裤子脱下并电击其阴囊。此后，被关押于济南市看守所近一个月，而后，被处以劳动教养一年，劳动教养期间，被关押于位于淄博市周村区王村镇的山东省第二劳动教养所。2007年4月初，被释放。2008年，张世航成为“看中国”网站的专栏作家，并有作品发表于诺贝尔和平奖获得者刘晓波先生主编的民主中国网刊（参见代表作品的注释页面，和参考文献中发表于该刊的文章），以及其他海外刊物。2011年夏，张世航与菏泽公安局相关部门接触之后，停止异议作品的发表。